# 修订标签
修订標籤（revision tag）是在版本控制系統中，對應某一專案特定修订版本的文本標籤。可以讓使用者針對專案的某一特定狀態給予有意義的名稱。一些版本控制系統的指令可以用修订標籤代替修订版本標識符。
例如在軟體開發過程中，可以用修订標籤來標示軟體特定的軟件版本週期，例如「1.2版」。